# スペース・ギター
「スペース・ギター」は、アメリカのR&Bミュージシャン、ジョニー・"ギター"・ワトソンによるインストゥルメンタル楽曲である。1954年にシングル盤でリリースされたこの曲は、ワトソンが初めてギター演奏を披露した曲である。ギター以外の編曲は当時のR&Bやジャンプ・ブルースでは典型的と言ってよいものだが、ワトソンによる前代未聞のギタープレイこそがこの曲を特筆すべきものにしている。
リリース当時、ビルボード誌の評者はレビューを書くことも点数を与えることもできず、途方に暮れたという。その後ビルボード誌のランキングにこの曲が登場することはなかった。より現代の評価では、ワトソンの度を越したギターと音響効果の多用により、この曲は時代を先取りした一曲と評されている。この曲の新奇なギターは、ジミ・ヘンドリックス、フランク・ザッパ、ボ・ディドリー、アイク・ターナーなどのギタリストたちに影響を与えたことが分かっている。

## 背景
1954年4月までにワトソンはR&Bプロデューサーのen:Ralph Bassによるプロデュースのもと「ヤング・ジョン・ワトソン」名義で3枚のシングルをレコーディングしていたが、1枚もチャートインすることはなかった。 その時19歳だったワトソンが主に担当していたのはボーカルかピアノパートであり、彼以外のギタリストがギターを担当することもあった。 しかし「スペース・ギター」でワトソンはギタリストとしての本領を発揮した。
テキサス出身のワトソンはT-ボーン・ウォーカーとクラレンス・"ゲイトマウス"・ブラウンの影響を受けながらも、彼自身のアイデアも楽曲に取り入れていた: 「自分が作れる新しいサウンドの全てを確認していたんだ(I was seeing all these new sounds I could create) ……それを少し推し進めて、どうなるか見物することに対する恐れはなかったさ」　当時の彼のスタイルについて、ジョン・ハートレイ・フォックスは「酔っ払いが口走るような演奏と激しく増幅された爆音、そして奇妙な即興的アイデアで、ワトソンはそのスタイルを完全に形成しつつあった」と語っている。また彼は派手なパフォーマーでもあり、歯でギターを弾いたり、頭の後ろでギターを弾いたり、客の間を歩き回りながらギターを弾いたりなど、ウォーカーやギター・スリムのような演奏も披露していた。

## 作曲とレコーディング
ギターを除き、「スペース・ギター」のサウンドや楽器構成は当時の典型と言ってよいものであった。この楽曲は リズム・アンド・ブルースや、 ジャンプ・ブルース、 あるいはブルース・ギター・インストゥルメンタルと説明される。 ストップタイムを取り入れたり、当時有名だったテレビドラマのテーマ曲( theme music from Dragnet)のフレーズを無許可でワトソンが弾いたりするなど様々な実験的要素があるが、ワトソンのギター・フィルやソロと、当時新奇だったリバーブエフェクトの使用こそが最も注目されている要素である。
バーンバウムはワトソンのギターを「猛烈に連射される音と、語るような表現力があるギター、やかましいコード、耳障りな一時停止と再開、そして耳が痛くなるような爆音のリバーブ」と表現する。彼は指弾きであるにもかかわらず非常な早弾きで、そのスタイルは「ハイパースピード」や「ラピッドファイア」などと形容される。 またワトソンは過剰にビブラートやスライド奏法を用いていて、それはリバーブによってさらに誇張されている。
1950年代前半、リバーブは「当時唯一の『エフェクト』だった」。 1984年のインタビューでワトソンはリバーブは「音を持続させるのに素晴らしい方法」だと語っている。 「スペース・ギター」では、リバーブはソロの最中ずっとかかっているような使われ方ではなく、いきなりリバーブがかけられたり、突然生音に戻ったりする。
ワトソンの以前のシングルと同じく、「スペース・ギター」はラルフ・ベースによってプロデュースされた。レコーディングはLAのスタジオで1954年2月に行われ、デヴォニア・ウィリアムズがピアノ、ビル・ゲイザーがテナーサックス(途中で20秒ほどのサックスソロを演奏した)、マリオ・ドラガルドがベース、チャールズ・ペンダーグラフトがドラムを担当した。 ワトソンによれば、レコーディングエンジニアの「何がしたいのか分からないよ、全く！何なんだそれは？お前は宇宙人か？(Are you some kind of spaceman?)」という発言が曲名に取られた。

## リリース・評価
「スペース・ギター」は1954年4月にフェデラル・レコードから発売された。カップリング曲はen:Rudy Toombs による「Half Pint-a-Whiskey」で、78rpmおよび45rpm両方で発売され、A面とB面の区別はなかった。ビルボード誌の評者は「Half Pint-a-Whiskey」に100点満点中80点の高い評価を与えたが、「スペース・ギター」は混乱した「??」という評価が点数の代わりに与えられた。 この盤の短いレビューは「鼓膜を破壊する可能性があるため、音量には注意した方がよい。普通ではなく、独自のサウンドで、変化に富む。最も異様なレコードで、非常に興味深いカップリングである」と結ばれている。
ワトソンの以前のシングルと同じく、このシングルは一切ランクインせず、またアルバムにも収録されていない。フェデラル・レコードによる彼の扱いが良くないと感じたワトソンはその後モダン・レコードと契約した。彼はそこで「ジョニー・"ギター"・ワトソン」の芸名を使い始め、1955年、R&Bバラードの「ゾース・ロンリー・ロンリー・ナイツThose Lonely Nights」で初の成功を収めた。

## 影響

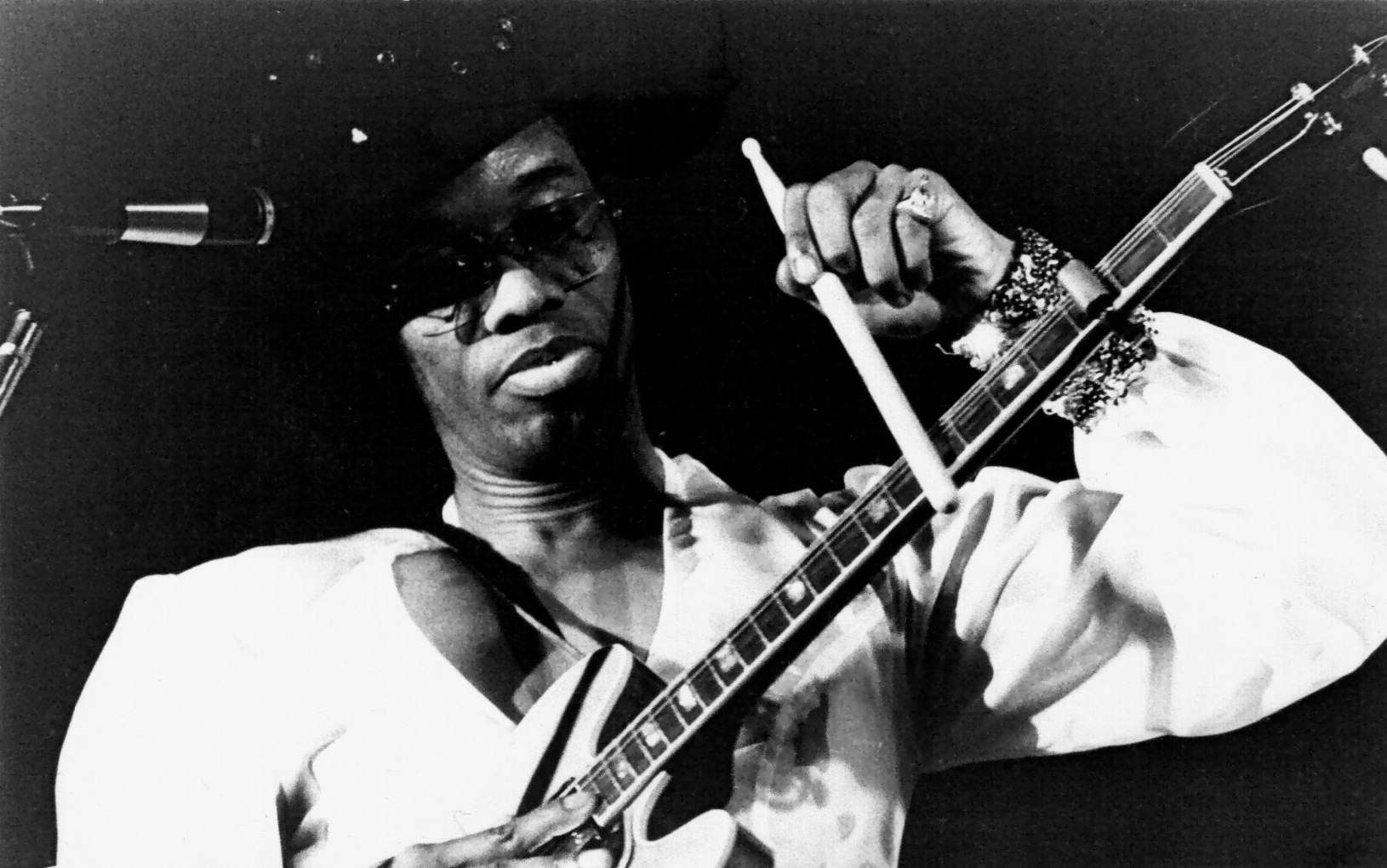
ドラムスティックでスライドギターを行うワトソン。1976年撮影

近年になり「スペース・ギター」は評価を受けている。1996年、en:All Music Guide to the Blues誌内で批評家のen:Richie Unterbergerは楽曲を「同時代で最も偉大な遺産であり、ロック・ギタリスト達が15年経ってもマスターできていなかった未来的な音」と評した。 
他の批評家たちも作品の先取性について「サウンドとテクニックの両面において10年以上先を行っていた傑作」 そして「当時売る音楽としてはあまりにも狂おしく未来的」と言及している。
その不協和音的な要素は、「無調音、不協和音、リバーブ、ディストーション、速弾き」(マクドナルド) また「不穏な不協和音とノイズが使われ、『アヴァン・ロック』の最も初期の実例のひとつ」(グリーン)と評されている。 何人かのライターが「スペース・ギター」が初期のフィードバック奏法の実例であると書いているが、en:Premier Guitar誌のマイケル・ロスは「このレコードにはフィードバックはない」と指摘している。
音楽ライターのen:Cub Kodaはワトソンを「『スペース・ギター』により、ボ・ディドリーとアイク・ターナーにノイズミュージック表現において影響を与えた未来的ギタリスト」と評した。 フランク・ザッパの伝記作家、ジョン・コルチェリによれば、「ザッパが『スペース・ギター』を初めて聴いた時、彼はギターのトーンをワトソンのものにできるだけ近づけようとした」。 ジャスティン・パッチによれば、この曲が「若きジミ・ヘンドリックスの音と想像力に影響を与えたことは疑いがない」。 またバーンバウムはこの曲を「ジミ・ヘンドリックスの前触れ」と呼んだ。
I Heard That (1985年, en:Charly Records)、 Gangster of Love (c.1990年, Charly)、そして The Very Best of Johnny "Guitar" Watson (1999年, en:Rhino Entertainment). The various artists collections The King R&B Box Set (1996, King) and Honky Tonk! The King & Federal R&B Instrumentals (2000, Ace Records)など、ワトソンの初期作品を集めたいくつかのコンピレーションアルバムに収録されたことで、「スペース・ギター」はより注目を集めた。

## プレイヤー
- ジョニー・"ギター"・ワトソン – electric guitar
- Devonia Willams – piano
- Bill Gaither – tenor sax
- Mario Delagarde – bass
- Charles Pendergraft – drums
- en:Ralph Bass – producer